# The English Concert
The English Concert wurde im November 1972 von Trevor Pinnock zusammen mit mehreren auf historischen Instrumenten spielenden Musikern als Kammermusikgruppe gegründet und bald darauf zu einem Kammerorchester erweitert.
Sein Debütkonzert gab das Ensemble beim English Bach Festival. 1975 entstand die erste Schallplatteneinspielung mit den Vier Jahreszeiten (Concerti op. 8 Nr. 1–4) von Antonio Vivaldi. 1978 wurde mit der Deutschen Grammophon/Archiv Produktion ein Exklusivvertrag unterzeichnet; die erste Einspielung für dieses Label entstand im Juni desselben Jahres (Johann Sebastian Bach, Orchestersuiten). Bis 1984 wurden für die Archiv Produktion der DGG nahezu alle Orchesterwerke von Johann Sebastian Bach und Georg Friedrich Händel aufgenommen, daneben Werke von Carl Philipp Emanuel Bach, Henry Purcell, Antonio Vivaldi sowie eine Kompilation mit englischen Barockconcerti.
Charakteristisch ist der frische, lebendige Klang, der das Ensemble unter der Leitung von Trevor Pinnock weltberühmt machte. Zum Repertoire gehören die bekannten Orchesterwerke und Oratorien der Barockzeit, aber auch Werke von Wolfgang Amadeus Mozart.
Von 2003 bis 2007 leitete der Geiger Andrew Manze das Orchester.
2007 wurde Harry Bicket Leiter des Ensembles und die aus Erfurt gebürtige Nadia Zwiener erste Konzertmeisterin.
Zusammenarbeiten erfolgten mit dem Cembalisten Laurence Cummings, dem Oboisten Alfredo Bernardini, dem Violinisten Simon Standage, dem Blockflötisten Maurice Steger und dem Lautenisten James Tyler.